# Eduardo San Román
Eduardo Ángel San Román Torres (Arequipa, 5 de enero de 1920-Lima, 20 de marzo de 1998) fue un distinguido periodista deportivo peruano. 

## Biografía
Eduardo San Román, conocido como la Catedral del Deporte, fue miembro de una familia poco afecta al deporte, que vivió en la calle Jerusalén, de la Blanca Ciudad. Tempranamente, quedaría huérfano de madre y su vida seguiría diversos caminos como minero, futbolista, cadete o prisionero en El Frontón. Contrajo matrimonio con Margarita Campos Pequeño, con quien tuvo cuatro hijos: Eduardo, Carmen, José y Rosario San Román Campos.
Debido a una decepción amorosa, viaja a Lima, en 1942, donde empezaría su trayectoria periodística, con gran manejo del idioma y un don de gente fenomenal. Ingresó a la Escuela Militar de Chorrillos, donde permaneció cuatro años. Al egresar, como su fuerte eran los números, se dedicó a llevar libros de caja y se olvidó de la milicia. En 1943, conoce a Clemente Chito y Ricardo Palma, los dueños de Radio Miraflores, y nace su vocación por el micrófono. En el año 1945, gracias a Maruja Venegas y a Juan Sedó, se integró al programa Sinopsis del deporte y alternó con Alberto Mecklemburg en las narraciones desde el Estadio Nacional. Y Nelson Arrunátegui era el locutor comercial. Este mismo grupo pasaría luego a Radio Mundial. 
Fue director deportivo del diario El Comercio y principal comentarista de América Televisión.